# Gogunda
Gogunda fou una thikana o jagir de l'antic principat de Mewar formada per 75 pobles i una vila. La capital Gogunda està situada a les faldes dels Aravalli a 857 metres d'altura i a 25 km al nord-oest d'Udaipur (Rajasthan), i el 1901 tenia 2.463 habitants. El territori era governat per thakurs (nobles) de primera classe de Mewar, del clan jhala dels rajputs, descendent de la casa de Delwara, i amb el títol de raja; també estaven emparentats als thakurs de Bari Sadri, ja que descendien directament del novè raja de Bari Sadri. En 2011 tenia 8.751 habitants.

## Llista de rajas
- Shatrusal Singh I, mort vers 1680, fill de Man Singh II de Delwara[3][4]
- Kanah Singh I
- Jaswant Singh I vers 1760
- Ram Singh
- Ajai Singh I
- Kanah Singh II
- Jaswant Singh II
- Shatrusal Singh II
- Lal Singh
- Man Singh ?-1891
- Ajai Singh II 1891-1901
- Prithwi Singh 1901-?
- Dalpat Singh
- Manohar Singh